# ألفونسو رودريغيز (كاتب دومينيكاني)
ألفونسو رودريغيز هو كاتب سيناريو ومخرج دومينيكاني، ولد في 5 يناير 1957 في سانتو دومينغو في جمهورية الدومينيكان.

## وصلات خارجية
- ألفونسو رودريغيز على موقع IMDb (الإنجليزية)
- ألفونسو رودريغيز على موقع أول موفي (الإنجليزية)
- ألفونسو رودريغيز على موقع قاعدة بيانات الأفلام السويدية (السويدية)
- ألفونسو رودريغيز على موقع قاعدة بيانات الفيلم (الإنجليزية)
- ألفونسو رودريغيز على موقع كينوبويسك (الروسية)
- ألفونسو رودريغيز على موقع كينوبويسك (الروسية)